# Classe Shershen
La classe Shershen (en russe : Projet 206 «Шторм», coréen :프로젝트 ), était le nom donné par l'OTAN à une classe de torpilleur construite pour la Marine soviétique et ses alliés.

## Historique
Le Projet 206 a été conçu au Chantier naval Almaz par un groupe d'ingénieurs sous la direction de Pavel Gustavovitch Hoinkis sur la base du Projet 205 (Classe Osa), en trouvant de nouvelles nombreuses solutions techniques dans ce projet. Le bateau de ce projet avait des dimensions et un déplacement plus petits, ce qui lui a fourni une vitesse plus élevée. Il a été classé comme un grand torpilleur, destiné à accueillir des véhicules et des navires de surface légèrement armés. Il était armé de deux supports de canon de 30 mm AK-230 et de quatre tubes lance-torpilles, pour tirer des missiles légers du système Strela-2 .
Pour la flotte soviétique , 50 bateaux de ce projet ont été construits de 1960 à 1974, 25 chacun aux chantiers navals de Iaroslavl et Sosnovsky.
Ils ont construit 41 navires pour l'exportation (11 d'entre eux ont été démontés ont été transférés au gouvernement de la Yougoslavie). À la fin des années 1970, certains bateaux de la marine soviétique ont été vendus à l'étranger. Au total, 66 navires de ce projet ont servi dans des flottes étrangères, y compris ceux spécialement construits pour l'exportation. Ils faisaient partie des flottes d'Angola (4), de Bulgarie (7), d'Égypte (7), de République du Congo (1), du Cambodge (1), d'Allemagne de l'Est (18), de Guinée (3), de Guinée-Bissau (1), de Corée du Nord (3) , du Vietnam (16), de Yougoslavie (14), du Cap-Vert (2), d'Ethiopie (2), de l'Irak (2), de la Somalie (4) et du Sri Lanka(4).

## Galerie

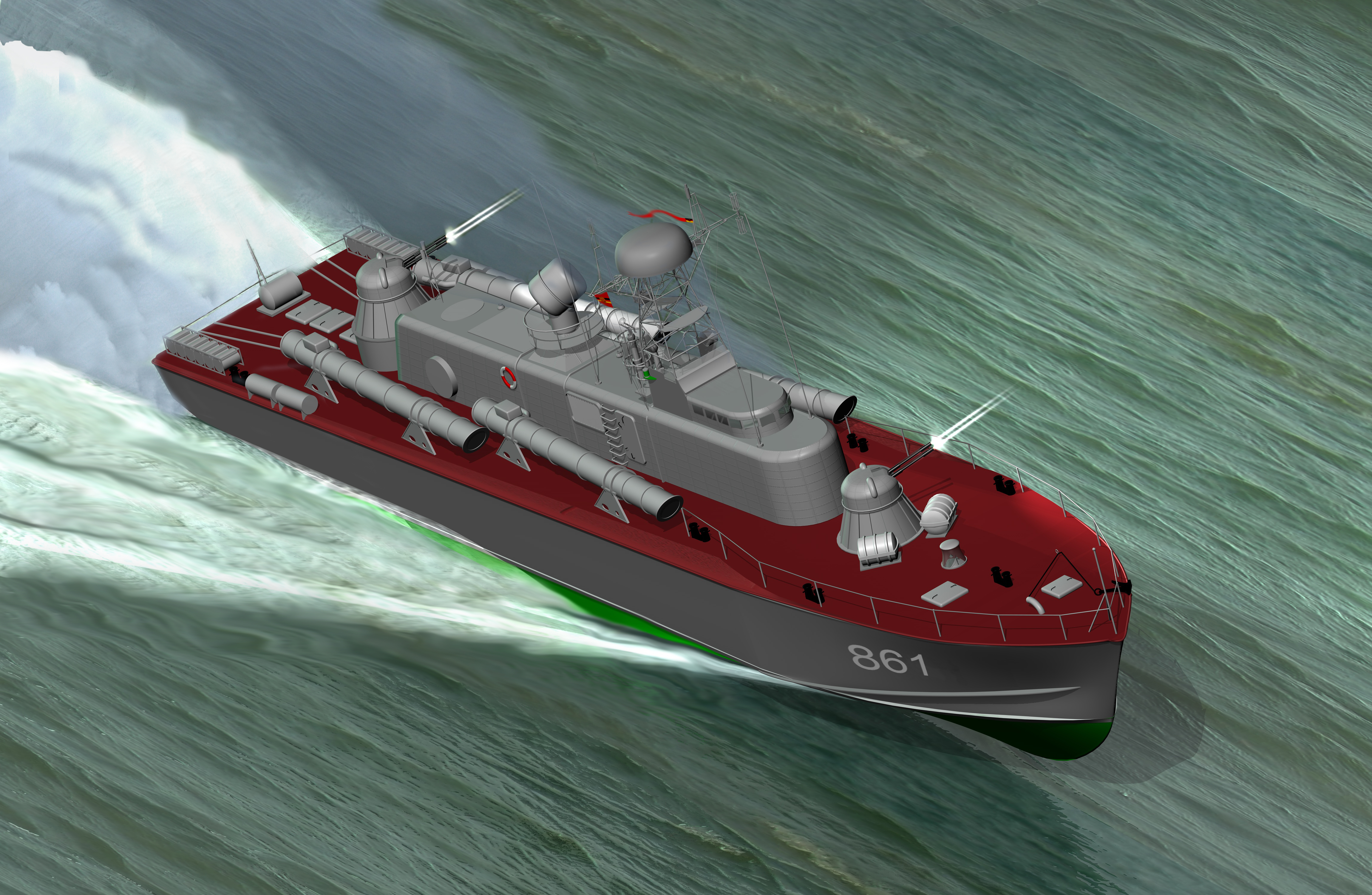
Modèle torpilleur classe Shershen
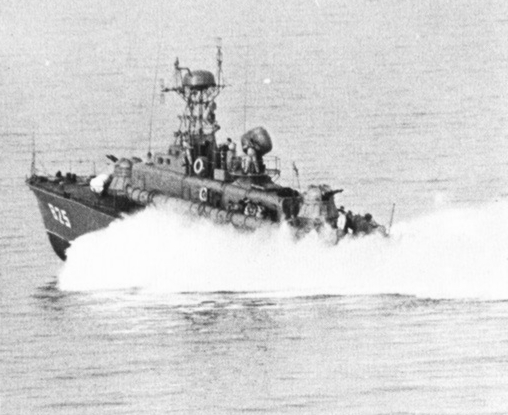
Torpilleur
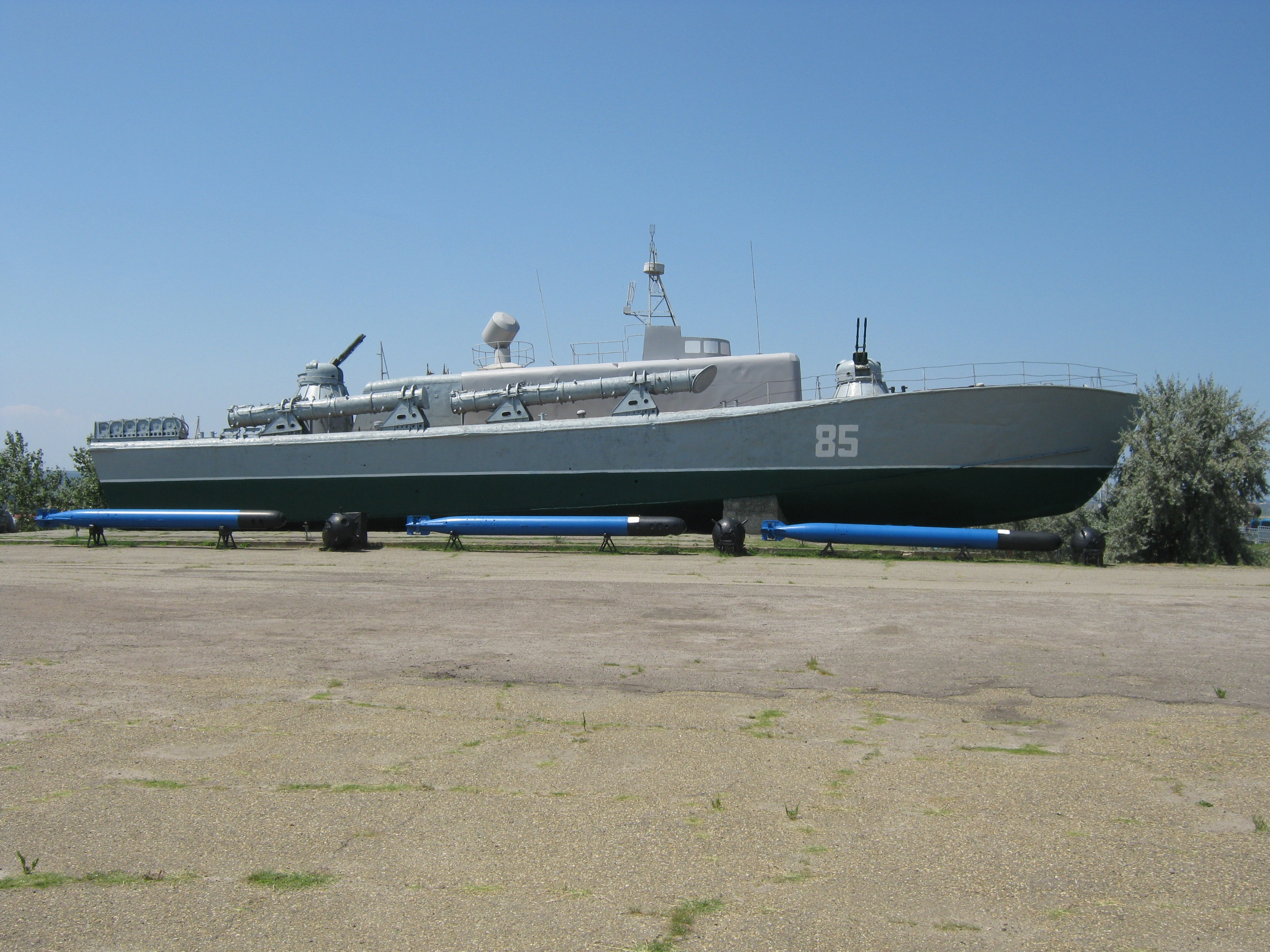
Torpilleur